# Clibadium
Clibadium là một chi thực vật có hoa trong họ Cúc (Asteraceae).

## Loài
Chi Clibadium gồm các loài: